# 黄尾文鸟
黄尾文鸟（学名：Lonchura flaviprymna），是梅花雀科文鸟属的一种，为澳大利亚的特有种。该物种的保护状况被评为无危。
黄尾文鸟的平均体重约为12.5克。栖息地包括亚热带或热带的红树林、干燥的稀树草原、亚热带或热带的（低地）干草原、耕地和湿地。